# Іванковецька сільська рада (Дунаєвецький район)
Іванкове́цька сільська́ ра́да — адміністративно-територіальна одиниця та орган місцевого самоврядування в Дунаєвецькому районі Хмельницької області. Адміністративний центр — село Іванківці.

## Загальні відомості
Іванковецька сільська рада утворена в 1921 році.
- Територія ради: 18,161 км²
- Населення ради: 893 особи (станом на 2001 рік)

## Населені пункти
Сільській раді підпорядковані населені пункти:
- с. Іванківці
- с. Слобідка-Гірчичнянська

## Склад ради
Рада складається з 15 депутатів та голови.
- Голова ради: Тиж Михайло Севастьянович
- Секретар ради: Шнуріон Броніслава Іванівна

### Керівний склад попередніх скликань
| Прізвище, ім'я, по батькові  | Основні відомості                                                         | Дата обрання | Дата звільнення |
| ---------------------------- | ------------------------------------------------------------------------- | ------------ | --------------- |
| Винничук Володимир Дмитрович | Сільський голова, 1960 року народження, безпартійний                      | 26.03.2006   | 31.10.2010      |
| Тиж Михайло Севастьянович    | Сільський голова, 1962 року народження, освіта вища, член Партії регіонів | 31.10.2010   |                 |

Примітка: таблиця складена за даними сайту Верховної Ради України

### Депутати
За результатами місцевих виборів 2010 року депутатами ради стали:

#### За суб'єктами висування
| Суб'єкт висування | Кількість обраних депутатів | %   |
| ----------------- | --------------------------- | --- |
| Самовисування     | 15                          | 100 |

#### За округами
| № округу | Прізвище, ім'я, по батькові      | Дата визнання обраним | Освіта             | Партійна приналежність | Відомості про обраного депутата                                          |
| -------- | -------------------------------- | --------------------- | ------------------ | ---------------------- | ------------------------------------------------------------------------ |
| 1        | Іванов Микола Миколайович        | 01.11.2010            | середня спеціальна | позапартійний          | Іванковецький сільський будинок культури, директорр                      |
| 2        | Довгань Вікторія Вікторівна      | 01.11.2010            | вища               | позапартійна           | Іванковецький дитячий садок, завідувачка                                 |
| 3        | Токарчук Валентина Іванівна      | 01.11.2010            | вища               | позапартійна           | Іванковецький дитячий садок, вихователь                                  |
| 4        | Заболотна Ганна Володимирівна    | 01.11.2010            | середня            | позапартійна           | Іванковецька сільська рада, касир                                        |
| 5        | Акрамова Алла Михайлівна         | 01.11.2010            | вища               | позапартійна           | тимчасово не працює                                                      |
| 6        | Сердечний Олександр Іванович     | 01.11.2010            | вища               | позапартійний          | Іванковецька церква, священик                                            |
| 7        | Шнуріон Броніслава Іванівна      | 01.11.2010            | вища               | позапартійна           | Іванковецька сільська рада, секретар                                     |
| 8        | Коротинська Галина Броніславівна | 01.11.2010            | середня            | позапартійна           | ТОВ «Верест», фаршозіставник                                             |
| 9        | Блажеєва Тетяна Анатоліївна      | 01.11.2010            | середня            | позапартійна           | тимчасово не працює                                                      |
| 10       | Чернява Інна Володимирівна       | 01.11.2010            | незакінчена вища   | позапартійна           | Кам'янець-Подільський національний університет ім. І. Огієнка, студентка |
| 11       | Боднарчук Леся Олександрівна     | 01.11.2010            | середня спеціальна | позапартійна           | Іванковецький фельдшерсько-акушерський пункт, фельдшер                   |
| 12       | Мартинюк Ірина Миколаївна        | 01.11.2010            | середня спеціальна | позапартійна           | Іванковецький сільський будинок культури, художній керівник              |
| 13       | Ліщинський Іван Дмитрович        | 01.11.2010            | середня спеціальна | позапартійний          | Фермерське господарство «Перлина», фермер                                |
| 14       | Шептицька Марія Іванівна         | 01.11.2010            | середня спеціальна | позапартійна           | Іванковецький фельдшерсько-акушерський пункт, завідувачка                |
| 15       | Кобелянська Галина Іванівна      | 01.11.2010            | середня спеціальна | позапартійна           | тимчасово не працює                                                      |